# Шоломово (Лесковский сельсовет, Вологодский район)
Шоломово — деревня в Вологодском районе Вологодской области.
Входит в состав Лесковского сельского поселения, по административно-территориальному делению — в Лесковский сельсовет.
Расстояние по автодороге до районного центра Вологды — 16 км, до центра муниципального образования Лесково — 1 км. Ближайшие населённые пункты — Лесково, Макарово, Кубаево, Новое, Тимофеевское, Есиково, Колкино.
По данным переписи в 2002 году постоянного населения не было.